# Pycnandra kaalaensis
Pycnandra kaalaensis är en tvåhjärtbladig växtart som beskrevs av Aubrev. Pycnandra kaalaensis ingår i släktet Pycnandra och familjen Sapotaceae. IUCN kategoriserar arten globalt som sårbar. Inga underarter finns listade i Catalogue of Life.